# Mvanda
Mvanda est un village situé dans la partie Est du Cameroun, dans le département du Haut-Nyong et au sein de la commune de Nguelemendouka. 
Il compte parmi les 50 villages de la commune.

## Population
D'après le recensement de 2005, le village compte 187 habitants, dont 85 femmes et 102 hommes.

## Économie
L'économie du village repose essentiellement sur l'agriculture vivrière et de rente.

## Hydrographie
Le réseau hydrographique du village et plus largement de la commune est très dense, étant arrosée par des cours d'eau tels que le Nyong où est pratiquée la pêche traditionnelle.

## Religion
La religion dominante demeure le christianisme, représenté par l’Église Presbytérienne Camerounaise, l’Église Presbytérienne Camerounaise Orthodoxe,  l’Église en Adventiste, l’Église Évangélique du Cameroun ainsi que l’Église Catholique. 
L'islam est pratiqué dans le village seulement chez les halogènes. 